# Calypte
Calypte is een geslacht van vogels uit de familie kolibries en de geslachtengroep Mellisugini (bijkolibries). Het geslacht kent twee soorten:
- Calypte anna  – Anna's kolibrie
- Calypte costae  – Costa's kolibrie